# Alberto Spencer
Alberto Pedro Spencer Herrera (Ancón, Santa Elena, 6 de diciembre de 1937-Cleveland, 3 de noviembre de 2006) fue un futbolista ecuatoriano que jugaba de delantero. Es considerado uno de los mejores jugadores ecuatorianos de la historia, además de ser el goleador histórico de la Copa Libertadores de América y, según la Federación Internacional de Historia y Estadística de Fútbol, uno de los veinte mejores futbolistas sudamericanos del siglo XX. En 1959 integró la selección de fútbol de Ecuador. El Estadio Modelo de la ciudad de Guayaquil cambió su nombre a Estadio Modelo Alberto Spencer Herrera en su honor.
Alberto Spencer es actualmente el máximo goleador de clubes de la Conmebol con sesenta y cuatro tantos. En su carrera, Spencer hizo 451 goles, lo que le convierte en uno de los centro delanteros más goleadores de Sudamérica
Alberto Spencer fue uno de los máximos goleadores que tenía Sudamérica entre los años 1960 y 1970, año en que el continente americano dominaba el mundo. Es el segundo máximo goleador de la Copa Intercontinental con seis goles, detrás de Pelé con siete goles. Cabeza Mágica también es el tercer máximo artillero de la Supercopa de Campeones Intercontinentales con cuatro goles.
Es uno de los máximos ídolos del Club Atlético Peñarol, el club con el que lo ganó todo.
Según Conmebol, es junto con Juan Román Riquelme, Pelé, Luis Cubilla, y Ricardo Bochini, uno de los mejores jugadores en la historia de la Copa Libertadores de América.
En Uruguay se convirtió en una leyenda anotando trescientos veintiséis goles, ganando tres Copa Libertadores, dos Copas Intercontinentales, hasta ahora era el único futbolista ecuatoriano en ser campeón mundial a nivel de clubes hasta que lo igualo Moisés Caicedo ser campeón del mundo con el Chelsea FC y ocho Campeonatos Uruguayos. Tras jugar su segunda Copa Intercontinental, el club Inter de Milán se interesó por él. Pero los directivos de Peñarol hicieron lo imposible para retenerlo en el club.
Terminada su carrera como futbolista, Spencer anotó 446 goles (101 goles en Club Deportivo Everest, 326 en Club Atlético Peñarol y 19 con Barcelona Sporting Club) en partidos oficiales con clubes, 4 en la selección ecuatoriana y 1 en la selección uruguaya, con lo que suma 451 goles.
En el año 2000, Pelé tuvo una amena entrevista en su programa con el ecuatoriano, donde ambos se mostraron respeto. El uno fue la figura del Santos y el otro fue el goleador del Peñarol de Uruguay. Las dos leyendas se sentaron en una mesa para hablar de fútbol en una exquisita conversación. Pelé le reconoció al ecuatoriano el récord de goleador de la Copa Libertadores. “Spencer tiene 54 goles, no es un récord de Pelé“, bromeó ‘O Rei’.

## Biografía
Nació en Ancón, un poblado de la península de  Santa Elena. Era hijo de un jamaiquino de ascendencia británica que llegó a Ecuador como trabajador de la compañía petrolera inglesa Anglo Ecuadorian Oilfields, donde contrajo matrimonio con doña América Herrera. Fue un delantero ambidiestro de gran habilidad, fuerte disparo y definición. Desde su retiro del fútbol profesional, en 1973, se estableció en Montevideo, Uruguay, y en 1982 fue designado cónsul en aquel país. Sufrió un infarto el 14 de septiembre de 2006 durante un examen de rutina con su cardiólogo. Y falleció el 3 de noviembre del mismo año tras ser internado en una clínica en Cleveland, Ohio, Estados Unidos.
En la ciudad de Cleveland, Estados Unidos, a los sesenta y ocho años de edad, falleció debido a un problema cardíaco que lo aquejaba desde los años ochenta. Sus restos fueron velados en Guayaquil; durante cuatro horas el cuerpo de Alberto pasó por su país, Ecuador. De ahí a Uruguay, donde recibió el homenaje de todos los fanáticos del fútbol, en especial de los hinchas de Peñarol, equipo que lo disfrutó durante una década.

## Trayectoria

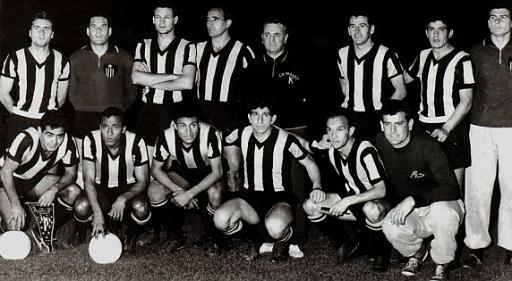
Spencer (segundo en cuclillas, desde la izquierda). junto al resto del equipo de Peñarol de Montevideo, que ganó la Copa Libertadores de 1961.

Comenzó a jugar a fútbol en las canchas de tierra de su ciudad natal, en el Club Los Andes. Su hermano, Marcos, jugaba en Everest y lo llevó a ese club en 1953, con el que debutó el 29 de junio de 1955, en un partido que su equipo perdió 3-1 contra Emelec. Ocho días después anotó su primer gol en su carrera ante Nueve de Octubre.
En 1958 refuerza a Emelec en un torneo internacional amistoso, un cuadrangular disputando el Trofeo Cervecería Nacional, en el que consigue su primer título de campeón.
Con el Everest marcó ciento un goles oficiales y obtuvo el vicecampeonato del Guayas de 1959, perdiendo el campeonato solo por diferencia de goles.

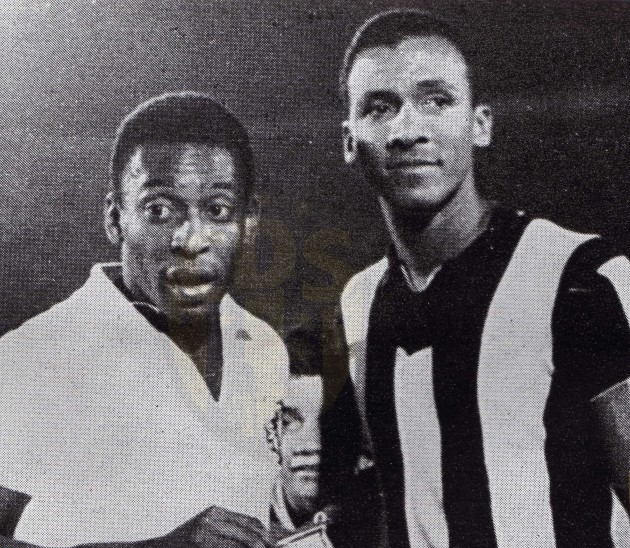
Alberto Spencer y Pelé posando juntos, antes de que Santos y Peñarol disputen el partido de vuelta de la final de la Copa Libertadores de 1962.

En 1959, gracias a su destacada actuación en la selección de Ecuador en el Sudamericano Extraordinario de 1959 realizado en su país, fue contratado por el Club Atlético Peñarol, que gastó trece mil dólares en su pase, siendo el primer futbolista ecuatoriano en migrar al extranjero. Con el club uruguayo, debutó el 8 de marzo de 1960 en un partido amistoso ante Atlanta de Argentina, convirtiendo 3 goles y, en su segundo partido, ante Tigre, hizo otros 2. En Uruguay se convirtió en una leyenda, anotando trescientos veintiséis goles, ganando tres Copa Libertadores, dos Copas Intercontinentales y ocho Campeonatos Uruguayos. Tras jugar su segunda Copa Intercontinental, el club Inter de Milán se interesó por él. Pero los directivos de Peñarol hicieron lo imposible para retenerlo en el club.
Fue en 4 ocasiones máximo goleador del Campeonato Uruguayo (1961, 1962, 1967 y 1968) y se consagró, además, como máximo artillero en la historia de la Copa Libertadores con 54 tantos, 48 de ellos con Peñarol y 6 con Barcelona de Guayaquil. Además, es el segundo de la Copa Intercontinental con seis tantos, solo superado por Pelé con siete goles.

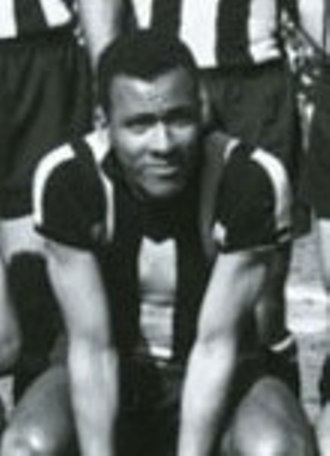
Spencer con Peñarol en 1966.

Tras su etapa en el Club Atlético Peñarol, regresó a Ecuador para jugar un año en el Barcelona de Guayaquil, con el que conquistó el Campeonato de Ecuador en 1971.
Durante su permanencia en el Club Atlético Peñarol, le ofrecieron nacionalizarse uruguayo pero no aceptó. Sin embargo, reforzó a la selección charrúa en varios encuentros amistosos, logrando incluso marcar un gol, siendo en el Estadio de Wembley, Inglaterra. 
Terminada su carrera como futbolista, Spencer anotó 446 goles en partidos oficiales con clubes, 4 en la selección ecuatoriana y 1 en la selección uruguaya.
Spencer consta en el puesto 20 en la clasificación del mejor jugador sudamericano del siglo.
Luego de su retiro como futbolista, tuvo otros cargos, como director técnico, dirigiendo a clubes de Ecuador como Universidad Católica de Quito, Emelec, Liga de Portoviejo y Técnico Universitario; de Uruguay como Huracán Buceo y Liverpool, y de Paraguay, como Guaraní. Como director técnico de Universidad Católica de Quito en 1973 fue elegido mejor DT del país y fue subcampeón ecuatoriano.

## Selección nacional
Fue internacional con la selección de Ecuador en once ocasiones. Debutó el 6 de diciembre de 1959 en el Sudamericano Extraordinario 1959 en Ecuador ante Uruguay.
También jugó en la selección de Uruguay en cinco ocasiones, anotando un gol.

### Participaciones internacionales
Torneos internacionales oficiales en los que Alberto Spencer jugó con la selección de Ecuador:

- Campeonato Sudamericano Extraordinario 1959.
- Eliminatorias para el Mundial de Chile 1962 e Inglaterra 1966.

### Participaciones en Campeonato Sudamericano
| Torneo                       | Sede    | Resultado    | Partidos | Goles |
| ---------------------------- | ------- | ------------ | -------- | ----- |
| Campeonato Sudamericano 1959 | Ecuador | Cuarto lugar | 4        | 1     |

## Clubes

### Como jugador
| Equipo       | País    | Año       |
| ------------ | ------- | --------- |
| Everest      | Ecuador | 1953-1959 |
| Peñarol      | Uruguay | 1959-1970 |
| Barcelona SC | Ecuador | 1971-1972 |

### Como entrenador
| Equipo                  | País     | Año       |
| ----------------------- | -------- | --------- |
| CD Universidad Católica | Ecuador  | 1973-1974 |
| Emelec                  | Ecuador  | 1975-1976 |
| Huracán Buceo           | Uruguay  | 1977      |
| Liga de Portoviejo      | Ecuador  | 1979      |
| Técnico Universitario   | Ecuador  | 1981      |
| Liverpool               | Uruguay  | 1982      |
| Guaraní                 | Paraguay | 1982      |

## Estadísticas
| Club                   | Temporada     | Liga  | Liga  | Copas Nacionales | Copas Nacionales | Copas Internacionales | Copas Internacionales | Total | Total |
| Club                   | Temporada     | Part. | Goles | Part.            | Goles            | Part.                 | Goles                 | Part. | Goles |
| ---------------------- | ------------- | ----- | ----- | ---------------- | ---------------- | --------------------- | --------------------- | ----- | ----- |
| Everest · Ecuador      | 1953 - 1959   | 90    | 101   | 0                | 0                | 0                     | 0                     | 90    | 101   |
| Everest · Ecuador      | Total         | 90    | 101   | 0                | 0                | 0                     | 0                     | 90    | 101   |
| Peñarol · Uruguay      | 1959          | 19    | 11    | 0                | 0                | 0                     | 0                     | 19    | 11    |
| Peñarol · Uruguay      | 1960          | 39    | 20    | 0                | 0                | 9                     | 8                     | 48    | 28    |
| Peñarol · Uruguay      | 1961          | 38    | 23    | 0                | 0                | 7                     | 5                     | 45    | 27    |
| Peñarol · Uruguay      | 1962          | 44    | 24    | 0                | 0                | 6                     | 6                     | 50    | 29    |
| Peñarol · Uruguay      | 1963          | 41    | 19    | 0                | 0                | 4                     | 5                     | 45    | 24    |
| Peñarol · Uruguay      | 1964          | 38    | 28    | 0                | 0                | 6                     | 4                     | 44    | 32    |
| Peñarol · Uruguay      | 1965          | 36    | 22    | 0                | 0                | 5                     | 2                     | 41    | 24    |
| Peñarol · Uruguay      | 1966          | 33    | 21    | 0                | 0                | 14                    | 9                     | 47    | 30    |
| Peñarol · Uruguay      | 1967          | 35    | 26    | 0                | 0                | 3                     | 2                     | 38    | 28    |
| Peñarol · Uruguay      | 1968          | 33    | 18    | 0                | 0                | 18                    | 10                    | 51    | 28    |
| Peñarol · Uruguay      | 1969          | 37    | 24    | 0                | 0                | 16                    | 5                     | 47    | 27    |
| Peñarol · Uruguay      | 1970          | 34    | 22    | 0                | 0                | 10                    | 7                     | 44    | 29    |
| Peñarol · Uruguay      | Total         | 432   | 268   | 0                | 0                | 87                    | 58                    | 519   | 326   |
| Barcelona SC · Ecuador | 1971          | 18    | 13    | 0                | 0                | 11                    | 5                     | 29    | 18    |
| Barcelona SC · Ecuador | 1972          | 2     | 0     | 0                | 0                | 6                     | 1                     | 8     | 1     |
| Barcelona SC · Ecuador | Total         | 20    | 13    | 0                | 0                | 17                    | 6                     | 37    | 19    |
| Total carrera          | Total carrera | 558   | 382   | 0                | 0                | 105                   | 64                    | 662   | 446   |

## Resumen por competencia

### Primera División
| Temporada | Club         | País    | Competición         | Partidos | Goles |
| --------- | ------------ | ------- | ------------------- | -------- | ----- |
| 1959      | Peñarol      | Uruguay | Campeonato Uruguayo | 1        | 0     |
| 1960      | Peñarol      | Uruguay | Campeonato Uruguayo | 16       | 10    |
| 1961      | Peñarol      | Uruguay | Campeonato Uruguayo | 18       | 18    |
| 1962      | Peñarol      | Uruguay | Campeonato Uruguayo | 18       | 17    |
| 1963      | Peñarol      | Uruguay | Campeonato Uruguayo | 15       | 9     |
| 1964      | Peñarol      | Uruguay | Campeonato Uruguayo | 6        | 7     |
| 1965      | Peñarol      | Uruguay | Campeonato Uruguayo | 17       | 12    |
| 1966      | Peñarol      | Uruguay | Campeonato Uruguayo | 16       | 6     |
| 1967      | Peñarol      | Uruguay | Campeonato Uruguayo | 15       | 12    |
| 1968      | Peñarol      | Uruguay | Campeonato Uruguayo | 11       | 8     |
| 1969      | Peñarol      | Uruguay | Campeonato Uruguayo | 14       | 5     |
| 1970      | Peñarol      | Uruguay | Campeonato Uruguayo | 20       | 12    |
| 1971      | Barcelona SC | Ecuador | Serie A             | 18       | 13    |
| 1972      | Barcelona SC | Ecuador | Serie A             | 2        | 0     |
|           |              |         | Total carrera       | 187      | 129   |

### Torneos internacionales
| Temporada | Club         | País    | Competición             | Partidos | Goles |
| --------- | ------------ | ------- | ----------------------- | -------- | ----- |
| 1960      | Peñarol      | Uruguay | Copa Libertadores       | 7        | 7     |
| 1960      | Peñarol      | Uruguay | Copa Intercontinental   | 2        | 1     |
| 1961      | Peñarol      | Uruguay | Copa Libertadores       | 4        | 3     |
| 1961      | Peñarol      | Uruguay | Copa Intercontinental   | 3        | 2     |
| 1962      | Peñarol      | Uruguay | Copa Libertadores       | 6        | 6     |
| 1963      | Peñarol      | Uruguay | Copa Libertadores       | 4        | 5     |
| 1966      | Peñarol      | Uruguay | Copa Libertadores       | 12       | 6     |
| 1966      | Peñarol      | Uruguay | Copa Intercontinental   | 2        | 3     |
| 1967      | Peñarol      | Uruguay | Copa Libertadores       | 3        | 2     |
| 1968      | Peñarol      | Uruguay | Copa Libertadores       | 14       | 10    |
| 1968      | Peñarol      | Uruguay | Supercopa de Camp. Int. | 4        | 1     |
| 1969      | Peñarol      | Uruguay | Supercopa de Camp. Int. | 6        | 3     |
| 1969      | Peñarol      | Uruguay | Copa Libertadores       | 10       | 2     |
| 1970      | Peñarol      | Uruguay | Copa Libertadores       | 10       | 7     |
| 1971      | Barcelona SC | Ecuador | Copa Libertadores       | 11       | 5     |
| 1972      | Barcelona SC | Ecuador | Copa Libertadores       | 6        | 1     |
|           |              |         | Total carrera           | 104      | 64    |

### Los cincuenta y cuatro goles en Copa Libertadores
Spencer convirtió cincuenta y cuatro goles en la Copa Libertadores de América en ochenta y siete partidos disputados, convirtiéndolo así en el máximo anotador en la historia del torneo. A continuación se detallan los goles convertidos.
| Lista de los 54 goles en Copa Libertadores | Lista de los 54 goles en Copa Libertadores | Lista de los 54 goles en Copa Libertadores | Lista de los 54 goles en Copa Libertadores      | Lista de los 54 goles en Copa Libertadores | Lista de los 54 goles en Copa Libertadores | Lista de los 54 goles en Copa Libertadores |
| Edición                                    | Fecha                                      | Partido                                    | Goles                                           | Resultado                                  | Fase                                       |                                            |
| ------------------------------------------ | ------------------------------------------ | ------------------------------------------ | ----------------------------------------------- | ------------------------------------------ | ------------------------------------------ | ------------------------------------------ |
| 1960 7 goles                               | 19 de abril de 1960                        | Peñarol vs. Jorge Wilstermann              | Anotado · Anotado · Anotado · Anotado           | 7-1                                        | Cuartos de final                           |                                            |
| 1960 7 goles                               | 29 de mayo de 1960                         | Peñarol vs. San Lorenzo                    | Anotado · Anotado                               | 2-1                                        | Semifinal                                  |                                            |
| 1960 7 goles                               | 12 de junio de 1960                        | Peñarol vs. Olimpia                        | Anotado                                         | 1-0                                        | Final                                      |                                            |
| 1961 3 goles                               | 19 de abril de 1961                        | Peñarol vs. Universitario                  | Anotado · Anotado                               | 5-0                                        | Cuartos de final                           |                                            |
| 1961 3 goles                               | 4 de junio de 1961                         | Peñarol vs. Palmeiras                      | Anotado                                         | 1-0                                        | Final                                      |                                            |
| 1962 6 goles                               | 18 de julio de 1962                        | Peñarol vs. Nacional                       | Anotado · Anotado                               | 3-1                                        | Semifinal                                  |                                            |
| 1962 6 goles                               | 22 de julio de 1962                        | Peñarol vs. Nacional                       | Anotado                                         | 1-1                                        | Semifinal                                  |                                            |
| 1962 6 goles                               | 28 de julio de 1962                        | Peñarol vs. Santos                         | Anotado                                         | 1-2                                        | Final                                      |                                            |
| 1962 6 goles                               | 2 de agosto de 1962                        | Santos vs. Peñarol                         | Anotado · Anotado                               | 2-3                                        | Final                                      |                                            |
| 1963 5 goles                               | 7 de julio de 1963                         | Peñarol vs. Everest                        | Anotado · Anotado · Anotado · Anotado · Anotado | 9-1                                        | Primera fase                               |                                            |
| 1966 6 goles                               | 6 de febrero de 1966                       | 9 de Octubre vs. Peñarol                   | Anotado                                         | 1-2                                        | Primera fase                               |                                            |
| 1966 6 goles                               | 13 de febrero de 1966                      | Deportivo Municipal vs. Peñarol            | Anotado                                         | 1-2                                        | Primera fase                               |                                            |
| 1966 6 goles                               | 5 de marzo de 1966                         | Peñarol vs. Deportivo Municipal            | Anotado                                         | 3-1                                        | Primera fase                               |                                            |
| 1966 6 goles                               | 18 de mayo de 1966                         | River Plate vs. Peñarol                    | Anotado                                         | 3-2                                        | Final                                      |                                            |
| 1966 6 goles                               | 20 de mayo de 1966                         | Peñarol vs. River Plate                    | Anotado · Anotado                               | 4-2                                        | Final                                      |                                            |
| 1967 2 goles                               | 5 de julio de 1967                         | Peñarol vs. Cruzeiro                       | Anotado                                         | 3-2                                        | Segunda fase                               |                                            |
| 1967 2 goles                               | 16 de julio de 1967                        | Nacional vs. Peñarol                       | Anotado                                         | 2-2                                        | Segunda fase                               |                                            |
| 1968 10 goles                              | 2 de febrero de 1968                       | Peñarol vs. Nacional                       | Anotado                                         | 1-0                                        | Primera fase                               |                                            |
| 1968 10 goles                              | 7 de febrero de 1968                       | Peñarol vs. Libertad                       | Anotado · Anotado                               | 4-0                                        | Primera fase                               |                                            |
| 1968 10 goles                              | 12 de febrero de 1968                      | Peñarol vs. Guaraní                        | Anotado · Anotado                               | 2-0                                        | Primera fase                               |                                            |
| 1968 10 goles                              | 16 de marzo de 1968                        | Portugués vs. Peñarol                      | Anotado                                         | 0-3                                        | Segunda fase                               |                                            |
| 1968 10 goles                              | 20 de marzo de 1968                        | Emelec vs. Peñarol                         | Anotado                                         | 0-1                                        | Segunda fase                               |                                            |
| 1968 10 goles                              | 31 de marzo de 1968                        | Peñarol vs. Portugués                      | Anotado · Anotado                               | 4-0                                        | Segunda fase                               |                                            |
| 1968 10 goles                              | 10 de abril de 1968                        | Peñarol vs. Sporting Cristal               | Anotado                                         | 1-1                                        | Segunda fase                               |                                            |
| 1969 2 goles                               | 26 de febrero de 1969                      | Barcelona vs. Peñarol                      | Anotado                                         | 0-2                                        | Primera fase                               |                                            |
| 1969 2 goles                               | 30 de abril de 1969                        | Peñarol vs. Nacional                       | Anotado                                         | 1-0                                        | Semifinal                                  |                                            |
| 1970 7 goles                               | 10 de marzo de 1970                        | Peñarol vs. Deportivo Galicia              | Anotado · Anotado                               | 4-1                                        | Primera fase                               |                                            |
| 1970 7 goles                               | 15 de marzo de 1970                        | Peñarol vs. Valencia                       | Anotado · Anotado                               | 11-2                                       | Primera fase                               |                                            |
| 1970 7 goles                               | 12 de abril de 1970                        | Liga de Quito vs. Peñarol                  | Anotado                                         | 1-3                                        | Segunda fase                               |                                            |
| 1970 7 goles                               | 26 de abril de 1970                        | Peñarol vs. Guaraní                        | Anotado                                         | 1-0                                        | Segunda fase                               |                                            |
| 1970 7 goles                               | 12 de mayo de 1970                         | Peñarol vs. Universidad de Chile           | Anotado                                         | 2-0                                        | Semifinal                                  |                                            |
| 1971 5 goles                               | 3 de marzo de 1971                         | Barcelona vs. Deportivo Cali               | Anotado                                         | 1-0                                        | Primera fase                               |                                            |
| 1971 5 goles                               | 7 de marzo de 1971                         | Barcelona vs. Junior                       | Anotado                                         | 3-1                                        | Primera fase                               |                                            |
| 1971 5 goles                               | 18 de marzo de 1971                        | Junior vs. Barcelona                       | Anotado · Anotado                               | 0-2                                        | Primera fase                               |                                            |
| 1971 5 goles                               | 25 de abril de 1971                        | Barcelona vs. Unión Española               | Anotado                                         | 1-0                                        | Segunda fase                               |                                            |
| 1972 1 gol                                 | 22 de marzo de 1972                        | Barcelona vs. Chaco Petrolero              | Anotado                                         | 3-0                                        | Primera fase                               |                                            |

## Palmarés

### Torneos cortos
| Título              | Equipo  | País    | Año  |
| ------------------- | ------- | ------- | ---- |
| Torneo de Honor     | Peñarol | Uruguay | 1959 |
| Torneo Cuadrangular | Peñarol | Uruguay | 1960 |
| Torneo de Honor     | Peñarol | Uruguay | 1960 |
| Torneo Cuadrangular | Peñarol | Uruguay | 1963 |
| Torneo de Honor     | Peñarol | Uruguay | 1964 |
| Torneo Cuadrangular | Peñarol | Uruguay | 1966 |
| Torneo de Honor     | Peñarol | Uruguay | 1967 |
| Torneo Cuadrangular | Peñarol | Uruguay | 1968 |

### Torneos nacionales
| Título                     | Equipo    | País    | Año  |
| -------------------------- | --------- | ------- | ---- |
| Campeonato Uruguayo (1)    | Peñarol   | Uruguay | 1959 |
| Campeonato Uruguayo (2)    | Peñarol   | Uruguay | 1960 |
| Campeonato Uruguayo (3)    | Peñarol   | Uruguay | 1961 |
| Campeonato Uruguayo (4)    | Peñarol   | Uruguay | 1962 |
| Campeonato Uruguayo (5)    | Peñarol   | Uruguay | 1964 |
| Campeonato Uruguayo (6)    | Peñarol   | Uruguay | 1965 |
| Campeonato Uruguayo (7)    | Peñarol   | Uruguay | 1967 |
| Campeonato Uruguayo (8)    | Peñarol   | Uruguay | 1968 |
| Campeonato Ecuatoriano (1) | Barcelona | Ecuador | 1971 |

### Torneos internacionales
| Título                  | Equipo  | Sede       | Año  |
| ----------------------- | ------- | ---------- | ---- |
| Copa Libertadores       | Peñarol | Asunción   | 1960 |
| Copa Libertadores       | Peñarol | São Paulo  | 1961 |
| Copa Intercontinental   | Peñarol | Montevideo | 1961 |
| Copa Libertadores       | Peñarol | Santiago   | 1966 |
| Copa Intercontinental   | Peñarol | Madrid     | 1966 |
| Supercopa de Camp. Int. | Peñarol | La Plata   | 1969 |

### Torneos internacionales amistosos
| Título                                       | Equipo  | País      | Año  |
| -------------------------------------------- | ------- | --------- | ---- |
| Trofeo Cervecería Nacional                   | Emelec  | Ecuador   | 1958 |
| 25.º Aniv. Estadio Monumental de River Plate | Peñarol | Argentina | 1963 |
| Trofeo Ciudad de Guayaquil                   | Peñarol | Ecuador   | 1964 |

### Distinciones individuales
| Distinción                                                                                    | Año       |
| --------------------------------------------------------------------------------------------- | --------- |
| Máximo goleador de la Copa Libertadores (7 goles)                                             | 1960      |
| Máximo goleador del Campeonato Uruguayo (18 goles)                                            | 1961      |
| Máximo goleador de la Copa Libertadores (6 goles)                                             | 1962      |
| Máximo goleador del Campeonato Uruguayo (17 goles)                                            | 1962      |
| Máximo goleador de la Copa Intercontinental (3 goles)                                         | 1966      |
| Máximo goleador del Campeonato Uruguayo (11 goles)                                            | 1967      |
| Máximo goleador del Campeonato Uruguayo (8 goles)                                             | 1968      |
| Mejor jugador ecuatoriano del siglo                                                           | 2006      |
| N.º 20 en clasificación de mejor jugador sudamericano del siglo                               | 2006      |
| Máximo goleador histórico de la Copa Libertadores de América.                                 | 54 goles  |
| Jugador ecuatoriano que más finales de Copa Libertadores jugó.                                | 5 finales |
| Único jugador en la historia de la Libertadores en hacer goles en todas las finales que jugó. | 6 goles   |
| Jugador ecuatoriano con más títulos de ligas en el exterior.                                  | 8 títulos |
| Máximo goleador extranjero de Peñarol.                                                        | 326 goles |
| Único jugador ecuatoriano que ganó dos Copas Intercontinentales, ambas con Peñarol.           | 2 finales |
| Centro delantero más goleador del Pacífico                                                    | 451 goles |

### Récords vigentes
- Tercer máximo goleador de la primera división de Uruguay con doscientos dos goles.
- Máximo goleador en competiciones Conmebol con sesenta y cuatro goles.
- Máximo goleador histórico de la Copa Libertadores de América con cincuenta y cuatro goles.
- Autor del triplete más rápido en la historia de la Copa Libertadores de América en 1963.
- Autor del primer triplete de la Copa Libertadores de América en 1960.
- Autor del primer «póker» de la Copa Libertadores de América en 1960.
- Autor del primer «repóker» de la Copa Libertadores de América en 1963.
- Segundo máximo goleador histórico de la Copa Intercontinental con seis goles.
- Segundo máximo goleador histórico de Peñarol con trescientos veintiséis goles.
- Único jugador ecuatoriano en jugar seis finales de Copa Libertadores, todas con Peñarol.
- Único jugador ecuatoriano que obtuvo ocho títulos de liga en el exterior.
- Único jugador ecuatoriano que más goles ha marcado para clubes del exterior, con trescientos veintiséis tantos, todos con Peñarol.
- Único jugador ecuatoriano que ganó dos Copas Intercontinentales, ambas con Peñarol.
- Único jugador ecuatoriano que ganó tres Copas Libertadores, y en todas las finales marcó goles.

### Condecoraciones[6]
- 1967: Condecorado por el Gobierno Nacional de Ecuador, presidente Sr. Otto Arosemena Gómez, con la Orden Nacional al Mérito en el grado de oficial.
- 1967: Medalla de oro otorgada por el M. I. Municipio de Guayaquil, alcalde Roberto Serrano Rolando.
- 1969: Por decisión del Gobierno nacional de Ecuador, presidente Dr. José Velazco Ibarra es nombrado cónsul honorario del Ecuador en Montevideo, Uruguay.
- 1970: Placa homenaje de los niños del Baby Fútbol Ecuatoriano a su deportista ejemplar.
- 1973: Asociación de periodistas deportivos de Pichincha, otorga diploma y medalla por haber sido elegido el mejor DT del Ecuador, dirigiendo a la Universidad Católica de Quito.
- 1975: Federación Nacional de Deportes de Ecuador, presidente Dr. Sabino Hernández Martínez, certifica que el Sr. Alberto Spencer forma parte de la Galería de la Fama.
- 1980: Placa homenaje de la hinchada de Peñarol, Uruguay.
- 1980: Placa recordatoria de la delegación ecuatoriana de ciclismo, que participó en la famosa Vuelta Ciclista del Uruguay.
- 1987: Placa homenaje de la Universidad de Guayaquil. F. A. C. S. D.
- 1989: Diploma y medalla de oro entregados por el I. M. Concejo de Santa Elena, Ecuador.
- 1990: Placa del programa La voz de Peñarol de Uruguay, a su histórico y heroico campeón de América.
- 1991: Condecoración Emperatriz al Mérito Deportivo otorgada por la I. M. Cantón Santa Elena, presidente Dr. Fausto Fajardo Espinoza.
- 1991: Condecoración al Mérito Deportivo otorgada por la I. M. del Concejo Cantonal de Guayaquil, alcalde Harry Soria.
- 1991: Diploma de Honor otorgado por el Concejo Cantonal de Guayaquil.
- 1991: Comité Olímpico Ecuatoriano, otorga Acuerdo en ocasión de la 1.ª olímpica, presidente Dr. Sabino Hernández.
- 1992: Conmebol (Asunción, Paraguay) otorga la distinción al futbolista sudamericano, presidente Sr. Nicolás Leoz.
- 1992: Programa de T.V., Yo digo... Ud. dice, de Guayaquil, otorga placa de honor, por haber sido elegido en una encuesta pública como el Mejor Deportista de Todos los Tiempos, Director Sr. Carlos de Luca Piechestein.
- 1993: Placa homenaje del Club Atlético Peñarol, Uruguay.
- 1993: Gillete Uruguay otorga placa en reconocimiento a su trayectoria deportiva.
- 1995: Condecoración Francisco Pizarro al Mérito Deportivo, presidente del I. M. Concejo de Santa Elena Ing. Jimmy Candell Soto.
- 1996: Placa homenaje Club Barcelona de Guayaquil, Héroes de La Plata.
- 1997: Placa homenaje del Consejo Ejecutivo de la Asociación Uruguaya de Fútbol, presidente Sr. Eugenio Figueredo.
- 1999: Homenaje de la Conmebol en los 40 años de la Copa Libertadores de América. (11-dic.), como máximo goleador del mencionado torneo (54 goles).
- 1999: Nominado a deportista del siglo por el Consejo Nacional de Deportes, Comité Olímpico Ecuatoriano, F. D. N. del Ecuador, revista Estadio, Asociación Ecuatoriana de Radio (AER) y Círculo de Periodistas.
- 1999: Revista Estadio otorga el histórico Cóndor de Oro (21-dic.), la Asamblea del Comité Olímpico Ecuatoriano, en sesión celebrada el 29 de noviembre, lo designa como uno de los mejores deportistas del siglo del Ecuador.
- 1999: Nominado personaje del siglo en deportes, TC Televisión, canal 10 de Guayaquil.
- 1999: Premio Mejor Deportista del Siglo, nominado por el Círculo de Periodistas del Ecuador (Núcleo Pichincha).
- 2000: Condecoración del Congreso Nacional de Ecuador, diploma y medalla de oro al mérito deportivo, otorgada por el presidente Sr. Juan José Pons Arizaga.
- 2000: El Club Sport Emelec, en sus setenta y un años, le otorga una placa como homenaje, por ser el «más grande futbolista ecuatoriano» y por su «ejemplar vida pública y privada».[7]
- 2000: Diploma con mérito de honor del gobernador de la provincia de El Oro, Sr. Ing. Félix Romero Jiménez.
- 2003: Consejo Cantonal de Guayaquil, otorga presea al mérito deportivo y medalla de oro con el escudo de armas, de la ciudad, alcalde Jaime Nebot Saadi.
- 2003: Placa de reconocimiento a trayectoria deportiva, otorgada por el Gobierno de Pichincha, prefecto provincial Sr. Ramiro González.
- 2003: Homenaje de club Liga Deportiva Universitaria de Quito en el estadio Casa Blanca, con entrega de placa al mejor futbolista ecuatoriano.
- 2005: Comité Olímpico Internacional le otorga el Premio Fair Play por juego limpio.
- 2005: El Consejo Directivo de Peñarol otorga placa por ser un permanente embajador de la institución.
- 2006: Se denomina al Campo de Juego del Estadio de Barcelona SC con su nombre.
- 2006: El Estadio Modelo pasa a ser denominado por iniciativa de Fedeguayas como Estadio Alberto Spencer Herrera. También en su provincia natal, Santa Elena, un estadio lleva su nombre como homenaje.
- 2007: Conmebol lo incluye en su once ideal histórico, durante la presentación de su libro Historia de la Copa América.[8]
- 2008: Se le otorga la distinción Campeón de América del Siglo
- Goleador histórico de la Copa Intercontinental: seis goles
- 2014: Realizan película en su honor titulada Alberto Spencer: Ecuatoriano de Peñarol.[9]